# 苻武
苻武（？—368年），中國五胡十六國時代人物，前秦开国皇帝苻健的第十一子。
351年正月二十日，苻健即天王、大单于位，立国号为大秦，改年号为皇始，封苻武为燕公。次年，苻武进封燕王。苻坚称天王，苻武降为燕公。征东大将军、并州牧、晋公苻柳，征西大将军、秦州刺史赵公苻双，镇东将军、洛州刺史魏公苻廋，安西将军、雍州刺史燕公苻武谋划作乱。建元三年（367年）十月，苻柳占据蒲阪，苻双占据上邽，苻廋占据陕城（今河南三门峡市西），苻武占据安定郡，全都起兵反叛苻坚。建元四年（368年），毛嵩也被燕公苻武打败。苻坚又派武卫将军王鉴、宁朔将军吕光率兵三万讨伐苻双、苻武。四月，在吕光的建议下，苻坚军稳固二十多天，苟兴粮食耗尽后后退。苻坚军打败苟兴，又打败苻双、苻武，斩首擒获一万五千，苻武放弃了安定，和苻双全都逃奔到上邽。七月，王鉴等人攻下了上邽，斩杀了苻双、苻武，宽恕了他们的妻儿。